# Anna De Guchtenaere
Anna Verhaeghe-De Guchtenaere (Ledeberg, 10 april 1904 – Zwijnaarde, 6 april 2015) was als 110-jarige sinds het overlijden van de 112-jarige Fanny Godin op 7 september 2014, tot haar eigen overlijden, de oudste levende persoon in België. 

## Biografie
Samen met haar familie vluchtte ze tijdens de Eerste Wereldoorlog naar Engeland. Terug in België studeerde De Guchtenaere aan het Conservatorium van Gent. Ze begeleidde als violiste stomme films. Na de opkomst van de geluidsfilm ging ze werken als secretaresse.
Anna De Guchtenaere had een zoon en een dochter, vijf kleinkinderen en acht achterkleinkinderen. Sinds 26 augustus 2014 was zij de oudste Gentenaar ooit.
Ze overleed op 6 april 2015 in het verzorgingstehuis waar zij woonde, slechts enkele dagen vóór haar 111e verjaardag.